# Радуль
Радуль — селище на Чернігівському Поліссі, над Дніпром, у Ріпкинській селищній громаді Чернігівського району Чернігівської області.
Відповідно до розпорядження Кабінету Міністрів України № 730-р від 12 червня 2020 року «Про визначення адміністративних центрів та затвердження територій територіальних громад Чернігівської області», увійшло до складу Ріпкинської селищної громади.

## Історія
Маєтність бояр Любецького староства Зарецьких (Зарецьких-Зенковичів). Отримали підтвердження на володіння у 1568 р. від короля Сигізмунда ІІ Августа, але появу села слід віднести до XIV—XV ст., про що свідчать знахідки археологами керамічного матеріалу датованого другою половиною XIV — першою половиною XV ст.. Село виникло на Юшковській (Юрковській) землі, яка включала до себе Радутовський та Зарецькій острови. Останній знаходився навпроти Радуля на Правобережжі Дніпра (с. Асаревичі, зараз це територія Гомельської області Республіки Білорусь).
Наявний ще один Зарецький «острів», що знаходився не на правому березі Дніпра, а на схід від сучасного селища.
Володільці: шляхтичі Зарецькі (1568 р.), Зенько Семенович Нахиба (1616 р.), Тобіаш Руцький (1621 р.), Зеньковичі-Зарецькі (1636 р.), Полуботки (1708 р.), Милорадовичі (кінець XVIII ст.).
16 лютого 1621 р. за військові заслуги король Сигізмунд III Ваза надав ленним правом с. Радуль з «плецем» в Чернігівському замку з обов'язком побудувати там дім ротмістрові Тобіашу Руцькому.
З кінця XVII ст. у Радулі стали селитися старообрядці, саме тому історики помилково пов'язують появу цього села виключно з оселеннями цих втікачів з Росії. Хоча беззаперечно, що з XVIII ст. саме вони формують соціальне «обличчя» села.
Павло Полуботок тримав слободу з 4 дворів, його син Андрій мав 22 двори. У його опіці був племінник Семен Якович, саме до нього і перейшло село. У 1730 р. брати Яків та Андрій Полуботки володіли у Радулі 12 дворами, причому саме село вони називали слобідкою, осадженою Павлом Полуботком на «купованих землях». Практика «заснування» слобідок широко використовувалась протягом усіх XVII—XVIII ст., адже заснування слободи (слобідки) надавало власникові право не сплачувати податки протягом 30 років. Саме тому цей тип осадництва був дуже поширеним, а слобідками часто називали вже існуючі села.
У 1723 р. за Полуботками було 6 підданих. Інші мешканці село — розкольники, займалися промислом — риболовлею, а також продажем риби, олії «и прочего подобного» — 10 дворів (1732 р.). За Румянцевським описом у володінні удови Анастасії Полуботок було 11 хат, за розкольниками — 55 дворів. У 1771 р. абшитований військовий товариш Гаврило Красковський скаржився, що його козаків пограбували радульські розкольники.
У 20-і рр. XVIII ст. Радуль як і інші старообрядницькі поселення у Стародубському і Чернігівському полках були вилучені з-під юрисдикції місцевої козацької старшини (хоча свої маєтності вона й зберегла) і підпорядковані Київській губернській канцелярії. Для безпосереднього управління слободами, у тому числі й Радулем була створена спеціальна контора «описных Государевых малороссийских раскольнических слобод» на чолі з своїм бурмістром, яка містилась у Климовій. Претензії ж Милорадовичів виявлялись у багаторічних судових тяганинах з мешканцями Радуля.
У другій половині XVII—XVIII ст. у Радулі був один із козацьких спостережних пунктів, який охороняв міждержавний кордон з Великим князівством Литовським. У районі Радуля існувало кілька прикордонних форпостів, на яких кордон охороняли військовослужбовці Чернігівського козацького полку, а згодом — Чернігівського карабінерського полку.
Існує кілька версій щодо походження назви села: а) від слова «радість», яку буцімто відчували першопоселенці старовіри, знайшовши тихе місце від переслідувань царської влади ;
б) від шведських слів «рад» Q коло, шеренга, черга, рада і «дуль» прихований, зберігання. Разом узяті вони означають щось на кшталт захованого сонця ;
в) від давно зарослого озера «Радуль» або «Радутьє», яке було розташоване між західною околицею селища і Дніпром .
Проте жодна з них до цього часу науково детально не проаналізована і не обґрунтована. Остання точка зору має вирішальне підтвердження: практично під час виникнення слободи чернігівський полковник Павло Полуботок, купуючи землі, на яких нині розташоване село Радуль, і визначаючи їх межі, у купчих документах відмітив озеро Радуль. Воно ж помічене на карті початку ХХ ст.

## Населення

### Чисельність населення
| 1959 | 1979 | 1989 | 2001 | 2016 | 2022 |
| ---- | ---- | ---- | ---- | ---- | ---- |
| 4164 | 1520 | 1132 | 792  | 526  | 444  |

### Мова
Розподіл населення за рідною мовою за даними перепису 2001 року:
| Мова       | Кількість | Відсоток |
| ---------- | --------- | -------- |
| російська  | 655       | 82.81%   |
| українська | 131       | 16.56%   |
| білоруська | 5         | 0.63%    |
| Усього     | 791       | 100%     |

## Особистості
В селищі народився Анатолій Львович Міхньов — вчений-терапевт, Заслужений діяч науки УРСР, професор.